# Чуркін Сергій Олександрович
Сергій Олександрович Чуркін (27 листопада 1952) — український актор, театру та дубляжу, актор Київського академічного театру ляльок «Замок на горі», викладач Київського національного університету театру, кіно та телебачення ім. Карпенка Карого, Заслужений артист України (2006). Відомий озвучкою персонажа Йода з франшизи Зоряні війни.

## Біографія
Народився 27 листопада 1952 року.
Закінчив Ленінградський державний інститут театру, музики і кіно імені М. К. Черкасова на спеціальність «Режисер театру ляльок» (1981–1991 рр.). Працює у Київському академічному театрі ляльок з 1976 року.
З 2006 року має звання «Заслужений артист України».
2019 р. — Київський державний університет театрального мистецтва імені Карпенка-Карого, курс «Викладання акторської майстерності».
Київський державний коледж естрадного та циркового мистецтв (2006–2011), Київський державний університет театрального мистецтва імені Карпенка-Карого (2005 — теперішній час),

## Фільмографія
F 63.9 Хвороба кохання — Головний хірург

### Актор дубляжу
Дулітл — Архієпіскоп (LeDoyen Studio)
Зоряні війни: Скайвокер. Сходження — Майстер Йода (LeDoyen Studio)
Крістофер Робін — (LeDoyen Studio)
Чорна пантера — (LeDoyen Studio)
Зоряні війни: Останні Джедаї — Майстер Йода (LeDoyen Studio)
Перший месник: Протистояння — Король Чака (LeDoyen Studio)
Зоряні війни: Війна клонів — Йода (LeDoyen Studio)
Зоряні війни: Помста ситхів — Йода (LeDoyen Studio)
Зоряні війни: Атака клонів — Йода (LeDoyen Studio)
Зоряні війни: Прихована загроза — Йода (LeDoyen Studio)
Чорний казан — Долбен (LeDoyen Studio)